# The Detonator
The Detonator é um filme estadunidense de 2006 dirigido por Po Chih Leong, do gênero ação e estrelado por Wesley Snipes, Silvia Colloca, Tim Dutton e William Hope. O filme foi lançado direto para o DVD nos Estados Unidos em 25 de abril de 2006.

## Sinopse
Sonni Griffith (Wesley Snipes) é um antigo agente da C.I.A.. As Forças Armadas dos Estados Unidos precisam de seu melhor homem para uma missão ultra-secreta. Griffith viaja para a Romênia ao encontro do negociante internacional de armas Jozef Bostanescu (Tim Dutton). No entanto, Griffith escapa e acaba na cadeia. À custa da C.I.A., ele é liberado rapidamente apenas para ser dada uma nova missão: escoltar uma bela mulher russa chamada Nadia (Silvia Colloca) de volta para os Estados Unidos. Só que vazamentos de dentro da própria C.I.A. expõem a localização e identidade de Griffith e Nadia. A partir daí, os dois terão que arriscar suas vidas para sair vivo diante da gangue de traficantes de armas.

## Elenco
- Wesley Snipes ... Sonni Griffith
- Silvia Colloca ... Nadia Cominski
- Tim Dutton ... Jozef Bostanescu
- William Hope ... Michael Shepard
- Matthew Leitch ... Dimitru Ilinca
- Bogdan Uritescu ... Pavel
- Warren Derosa ... Mitchel
- Michael Brandon ... Flint
- Vincenzo Nicoli ... Yuri Mishalov
- Stuart Milligan ... Greenfield
- Evangelos Grecos ... Kravchenko
- Mihnea Paun ... Alex
- Florian Ghimpu ... Nita
- Valentin Teodosiu ... Czeslaw
- Tania Popa ... Ana
- Bogdan Farkas ... Stankiewcz